# 洛河彝族乡
洛河彝族乡是中华人民共和国云南省玉溪市红塔区下辖的一个民族乡。

## 行政区划
洛河彝族乡下辖以下村级行政区划单位：
洛河村、把者岱村、跨喜村、法冲村和双龙村。